# Старая Авгура
Старая Авгура — село в Краснослободском районе Республики Мордовия Российской Федерации. Входит в состав Колопинского сельского поселения. Население 124 чел. (2001), в основном русские.

## Название
Название-гидроним, определение «старая» означает, что есть и Новая Авгура

## География
Расположено на р. Авгуре, запруженной в черте села,  в 30 км от районного центра, 4 км от автодороги Саранск — Краснослободск и 70 км от железнодорожной станции Саранск

## История
В «Списке населённых мест Пензенской губернии» (1869) Старая Авгура (Авгорский завод) — село владельческое из 170 дворов (866 чел.) Краснослободского уезда. 
В начале 1930-х гг. организован колхоз «Юлдус», позднее им. Жданова, с 1960-х гг. — рыбсовхоз, с 1996 г. — ГУП «Рыбсовхоз „Краснослободский“».  

## Население
| 2002 | 2010 |
| ---- | ---- |
| 121  | ↘96  |

## Известные уроженцы, жители
Родина кандидата сельскохозяйственных наук В. В. Лапиной.

## Инфраструктура
Личное подсобное хозяйство с зоной сельскохозяйственного использования, индивидуальная застройка усадебного типа.
Действует основная школа, клуб, медпункт, отделение связи.

## Достопримечательности
Памятник-обелиск воинам, погибшим в годы Великой Отечественной войны.

## Транспорт
Деревня доступна автотранспортом.  